# 전혀아니다,별로아니다,가끔그렇다,항상그렇다
《전혀아니다,별로아니다,가끔그렇다,항상그렇다》(영어: Never Rarely Sometimes Always)는 2020년 개봉한 미국, 영국의 드라마 영화이다. 일라이자 히트먼이 감독과 각본을 맡았다. 2020 선댄스 영화제에서 전 세계 최초로 공개되었으며, 제70회 베를린 국제 영화제에서 은곰상 심사위원대상을 수상했다.